# 황윤
황윤은 대한민국의 여성 영화 감독이다.
2016년 대한민국 제20대 국회의원 선거에 녹색당 (대한민국) 비례대표 1번으로 출마하였으나 낙선했다. 탈원전과 기후 보호, 기본 소득 보장, 식량주권 확보 등 녹색당의 핵심 의제 가운데서도 특히 동물권 보장에 힘을 쏟았다.

## 필모그래피
- 침묵의 숲
- 겨울밤, 이야기를 듣다
- 어느날 그 길에서
- 작별
- 잡식가족의 딜레마
- 수라

## 수상
- 2001년 제27회 서울독립영화제 관객상
- 2001년 제7회 야마카타 국제다큐멘터리영화제 뉴 아시안 흐름 상 우수상
- 2001년 제6회 부산국제영화제 운파상
- 2005년 제7회 교보환경대상 환경예술부문 대상
- 2014년 제11회 서울환경영화제 한국환경영화경선 대상

## 이외 이력
- 녹색당 상임위원